# Fordyces körtlar
Fordyces körtlar är två talgproducerande körtlar placerade mellan kvinnans inre och yttre blygdläppar. Talgen har en krämliknande konsistens och liknar även i övrigt, både till färg och funktion, den smegma som bildas under mäns förhud. Funktionen är att förhindra inre och yttre blygdläppar att klibba ihop. Produktionen är som störst hos unga kvinnor i puberteten och avtar något hos vuxna kvinnor.